# Jiang Xingquan
Jiang Xingquan (蒋兴权S, Jiǎng XīngquánP; Liaoning, 5 giugno 1940) è un ex cestista e allenatore di pallacanestro cinese.

## Carriera
Da giocatore ha militato nella squadra di Liaoning nel corso degli anni sessanta. Nel 1963 ha militato in Nazionale.
Da allenatore ha guidato la Cina dal 1991 al 1995 e nel biennio 1999-2000. Ha conquistato la medaglia d'oro al Campionato asiatico 1999, e ha preso parte a due edizioni dei Giochi olimpici (Barcellona 1992 e Sydney 2000), oltreché ai Mondiali 1994.